# Moulin de Pont des Vents (Montfleur)
Le moulin de Pont des Vents est un moulin à eau fonctionnant sur le Suran et situé à proximité immédiate du pont des Vents à Montfleur dans le Jura, en France.
Le moulin à eau est inscrit au titre des monuments historiques depuis 1996.